# Zeta Ceti
Zeta Ceti (ζ Cet, Baten Kaitos) – gwiazda w gwiazdozbiorze Wieloryba (wielkość gwiazdowa: 3,72m). Odległa od Słońca o ok. 235 lat świetlnych.

## Nazwa
Tradycyjna nazwa gwiazdy, Baten Kaitos, wywodzi się od arabskiego wyrażenia ‏بطن قيتوس‎ batn qaytus, co oznacza „brzuch morskiego potwora” (Wieloryba). Międzynarodowa Unia Astronomiczna zatwierdziła użycie tej nazwy.

## Charakterystyka fizyczna
Zeta Ceti należy do typu widmowego K0 i jest olbrzymem. Temperatura jej powierzchni to ok. 4600 K, wypromieniowuje ona około 260 razy więcej energii niż Słońce. Masa tej gwiazdy 2,5 raza większa od masy Słońca, jej promień to ok. 25 promieni Słońca.
Jest to gwiazda spektroskopowo podwójna, jej towarzysz okrąża ją co 1652 dni (4,5 roku) w odległości około 5 au. Dzięki interferometrii plamkowej udało się rozdzielić obrazy obu gwiazd; na niebie dzieli je tylko 0,1 sekundy kątowej. Pomiary wskazują, że Baten Kaitos ma lekko podwyższoną w stosunku do słonecznej zawartość baru, co mogłoby sugerować na „zanieczyszczenie” materią z innego źródła, jednak towarzysz jest zbyt daleko, aby między gwiazdami wystąpił transfer masy. Inne pierwiastki nie wykazują wzbogacenia i gwiazda może być po prostu błędnie sklasyfikowana. Zeta Ceti ma także optycznego towarzysza: w odległości 188,6″ (w 2011 r.) widoczna jest gwiazda HD 11366 o wielkości gwiazdowej 10,15m.